# کوک بک

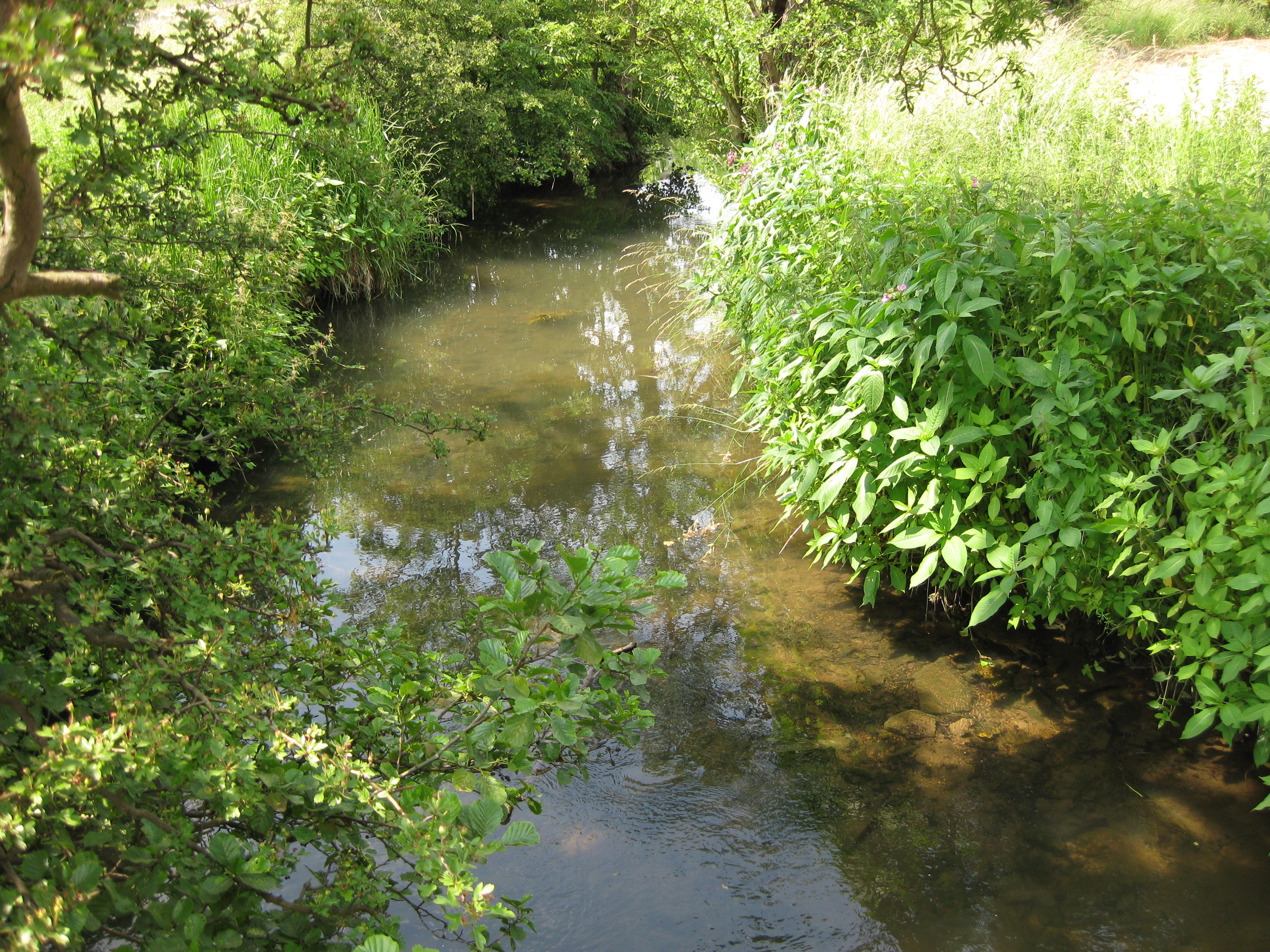
جریان کوک بک

کوک بِک (انگلیسی: Cock Beck) اصطلاح منتسب به یک نوع جریان و جویبار در مناطق شرق لیدز و یورکشر غربی انگلستان است که منبع آن رواناب سطحی در شمال غرب وینمور، حوالی شرق اسوارکلیف و مانستون، اسکولز، بارویک-این-المت، آبرفورد، تاوتون، استاتون، و تادکاستر می‌باشد که مسیرش را ادامه داده و در نهایت به رودخانه وورف می‌پیوندد.